# Staré Město (Bruntál)
Staré Město é uma comuna checa localizada na região de Morávia-Silésia, distrito de Bruntál‎.